# Campus Juan Gómez Millas
Campus Juan Gómez Millas es uno de los cinco campus de la Universidad de Chile ubicado en la comuna de Ñuñoa, Santiago de Chile. Lleva el nombre del pedagogo chileno Juan Gómez Millas, quien fue rector de la universidad entre 1953 y 1963.
En ella se ubican la Sede Las Encinas de la Facultad de Artes, la Facultad de Ciencias, la Facultad de Ciencias Sociales, la Facultad de Filosofía y Humanidades, la Facultad de Comunicación e Imagen y el Programa Académico de Bachillerato.